# Naheweinkönigin
Die Naheweinkönigin repräsentiert für jeweils ein Jahr das deutsche Weinbaugebiet Nahe. Die Wahl wird von der Gebietsweinwerbung Weinland Nahe  veranstaltet. Unterstützt wird die Weinkönigin von zwei „Weinprinzessinnen“.

## Wahlmodalitäten
Zur Naheweinkönigin kann sich jede volljährige Frau bewerben. Der Wohnort sollte an der Nahe liegen. Zudem sollte sich die Bewerberin für die Region und deren Weine interessieren und sich dafür starkmachen können. Die gewählte Weinkönigin kann mit zahlreichen Veranstaltungseinsätzen im Jahr rechnen.
Das Wahlverfahren findet in zwei Teilen statt. Seit 2009 müssen die Bewerberinnen vor Publikum einer Fachjury jeweils einzeln deren Fragen zu aktuellen Weinthemen und zur Nahe-Region beantworten. Danach folgt im November die Wahl zur Naheweinkönigin. Königin wird die Bewerberin mit der höchsten Punktzahl. Die anderen Bewerberinnen werden Naheweinprinzessinnen.
Nach einem Jahr Amtszeit kann die Naheweinkönigin zusammen mit den regionalen Weinköniginnen der übrigen zwölf deutschen Weinbaugebiete an der Wahl zur Deutschen Weinkönigin teilnehmen.

## Naheweinköniginnen
(nicht vollständige Liste)
- 1980/1982: Ursula Emrich, Bad Kreuznach-Planig
- 1982/1983: Elke Kadisch, Hüffelsheim
- 1983/1984. Andrea Keber-Kolling, Sommerloch bei Bad Kreuznach
- 1984/1985: Barbara Laubenstein, Hochstätten
- 1985/1986: Jutta Steyer, Schweppenhausen
- 1986/1987: Gisela Schlich, Bad Münster am Stein-Ebernburg
- 1987/1988: Sybille Machemer-Kind, Bad Kreuznach-Bosenheim
- 1988/1989: Margit Klein-Forster, Bretzenheim (Deutsche Weinprinzessin 1989/1990)
- 1989/1990: Antoinette Barth, Sommerloch bei Bad Kreuznach (Deutsche Weinprinzessin 1990/1991)
- 1990/1991: Monika Schott, Wallhausen
- 1991/1992: Christine Daum-Dippel, Guldental
- 1992/1994: Birgit Schneider, Bretzenheim (Deutsche Weinprinzessin 1994/1995)
- 1994/1995: Julia Klöckner, Guldental (Deutsche Weinkönigin 1995/1996)
- 1995/1996: Martina Roßkopf, Hargesheim
- 1996/1997: Sandra Laubenstein, Hochstätten
- 1997/1998: Nina Deeg, Windesheim
- 1998/1999: Isabell Grünewald, Weiler
- 1999/2000: Carmen Burckhardt, Waldlaubersheim
- 2000/2001: Eva Stumm, Rümmelsheim
- 2001/2002: Judith Honrath, Langenlonsheim (Deutsche Weinkönigin 2002/2003)
- 2002/2003: Daniela Faller, Oberhausen an der Nahe
- 2003/2004: Astrid Frick, Duchroth
- 2004/2005: Angela Zuck, Bad Kreuznach-Planig
- 2005/2006: Karina Krauß, Raumbach
- 2006/2007: Tanja Wallhäuser, Mandel
- 2007/2008: Sarah Schmitt,[1] Guldental (Deutsche Weinprinzessin 2008/2009[2][3])
- 2008/2009: Christine Dautermann,[4] Duchroth
- 2009/2010: Carolin Spyra,[5] Niederhausen
- 2010/2011: Marisa Schuck, Traisen
- 2011/2012: Carolin Klumb,[6] Langenlonsheim
- 2012/2013: Nadine Poss, Windesheim (65. Deutsche Weinkönigin 2013/2014)
- 2013/2014: Barbara Wollschied, Altenbamberg
- 2014/2015: Laura Weber, Monzingen
- 2015/2016: Clarissa Peitz, Wallhausen
- 2016/2017: Katharina Staab, Oberhausen an der Nahe (69. Deutsche Weinkönigin 2017/2018)
- 2017/2018: Pauline Baumberger, Mandel
- 2018/2019: Angelina Vogt, Weinsheim, (71. Deutsche Weinkönigin 2019/2020)
- 2019/2021: Laura Tullius, Sommerloch bei Bad Kreuznach
- 2021/2022: Sophie Semus, Bad Kreuznach-Bosenheim

### Deutsche Weinköniginnen von der Nahe
Zur Deutschen Weinkönigin wurden seit 1949/1950 von der Nahe bisher insgesamt zehn Weinköniginnen gewählt.
1. ( 5.) 1953/1954 Mathilde Machwirth, Guldental
2. (18.) 1966/1967 Ilse Theobald, Hochstätten
3. (22.) 1970/1971 Erika Sinß, Windesheim
4. (26.) 1974/1975 Doris Emmerich, Waldböckelheim
5. (27.) 1975/1976 Edelgard Bauer, Kirschroth
6. (47.) 1995/1996 Julia Klöckner, Guldental
7. (54.) 2002/2003 Judith Honrath, Langenlonsheim
8. (65.) 2013/2014 Nadine Poss, Windesheim
9. (69.) 2017/2018 Katharina Staab, Oberhausen an der Nahe
10. (71.) 2019/2020 Angelina Vogt, Weinsheim